# Licania triandra
Licania triandra är en tvåhjärtbladig växtart som beskrevs av Joseph Dalton Hooker och Carl Friedrich Philipp von Martius. Licania triandra ingår i släktet Licania och familjen Chrysobalanaceae. Inga underarter finns listade i Catalogue of Life.